# Междуреченский сельский совет
Междуреченский сельский совет (укр. Міжріченська сільська рада, крымскотат. Ay Serez köy şurası) — административно-территориальная единица в подчинении Судакского горсовета в составе АР Крым Украины (фактически до 2014 года), ранее до 1991 года — в составе Крымской области УССР в СССР, до 1954 года — в составе Крымской области РСФСР в СССР, до 1945 года — в составе Крымской АССР РСФСР в СССР. Население по переписи 2001 года — 712 человек, площадь совета 35 км². Территория бывшего сельсовета расположена к западу от Судака, на южных склонах Главной гряды Крымских гор.
К 2014 году сельсовет состоял из 2 сёл:
- Междуречье
- Ворон

## История
Ай-Серезский сельсовет был образован в начале 1920-х годов в составе Судакского района, включал единственное село Айсерез с населением 1599 человек по результатам всесоюзной переписи 17 декабря 1926 года. Указом Президиума Верховного Совета РСФСР от 21 августа 1945 года Ай-Серезский сельсовет был переименован в Междуреченский. С 25 июня 1946 года сельсовет в составе Крымской области РСФСР, а 26 апреля 1954 года Крымская область была передана из состава РСФСР в состав УССР. На 15 июня 1960 года сельсовет уже имел современный состав, включая сёла Ворон и Междуречье. Указом Президиума Верховного Совета УССР «Об укрупнении сельских районов Крымской области», от 30 декабря 1962 года Судакский район был упразднён и совет включили в состав Алуштинского района. 1 января 1965 года, указом Президиума ВС УССР «О внесении изменений в административное районирование УССР — по Крымской области» Междуреченский сельсовет предан в состав Феодосийского горсовета. В 1979 году был воссоздан Судакский район и сельсовет передали в его состав. С 12 февраля 1991 года сельсовет в восстановленной Крымской АССР. Постановлением Верховного Совета Автономной Республики Крым от 9 июля 1991 года Судакский район был ликвидирован, создан Судакский горсовет, которому переподчинили сельсовет. 26 февраля 1992 года Крымская АССР переименована в Автономную Республику Крым. С 21 марта 2014 года в составе Крыма аннексирован Россией, с 5 июня 2014 года Междуреченский сельский совет был упразднён, а его территория входит в городской округ Судак.